# カルロヴォ

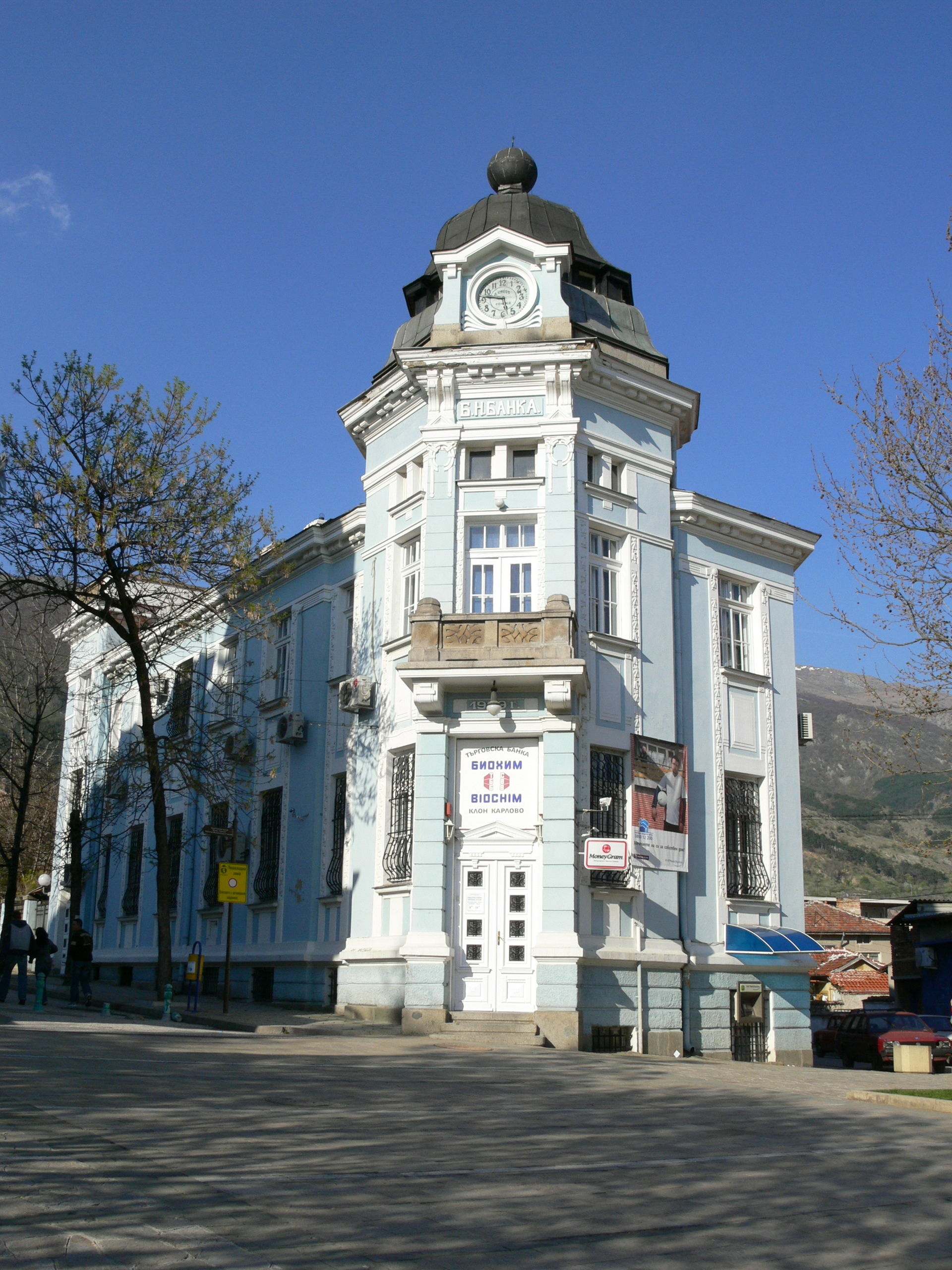
銀行の建物

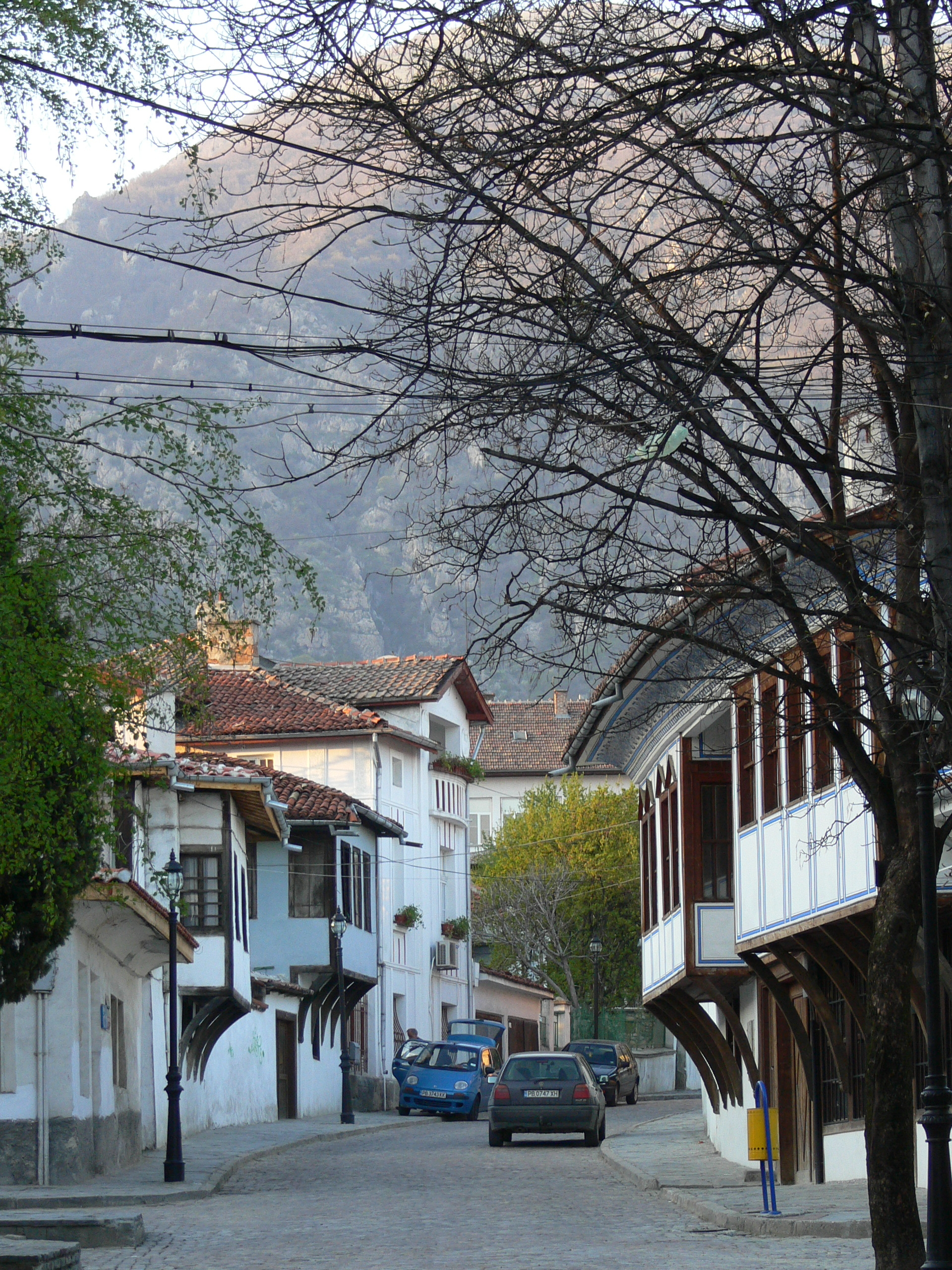
住宅の並ぶ通り

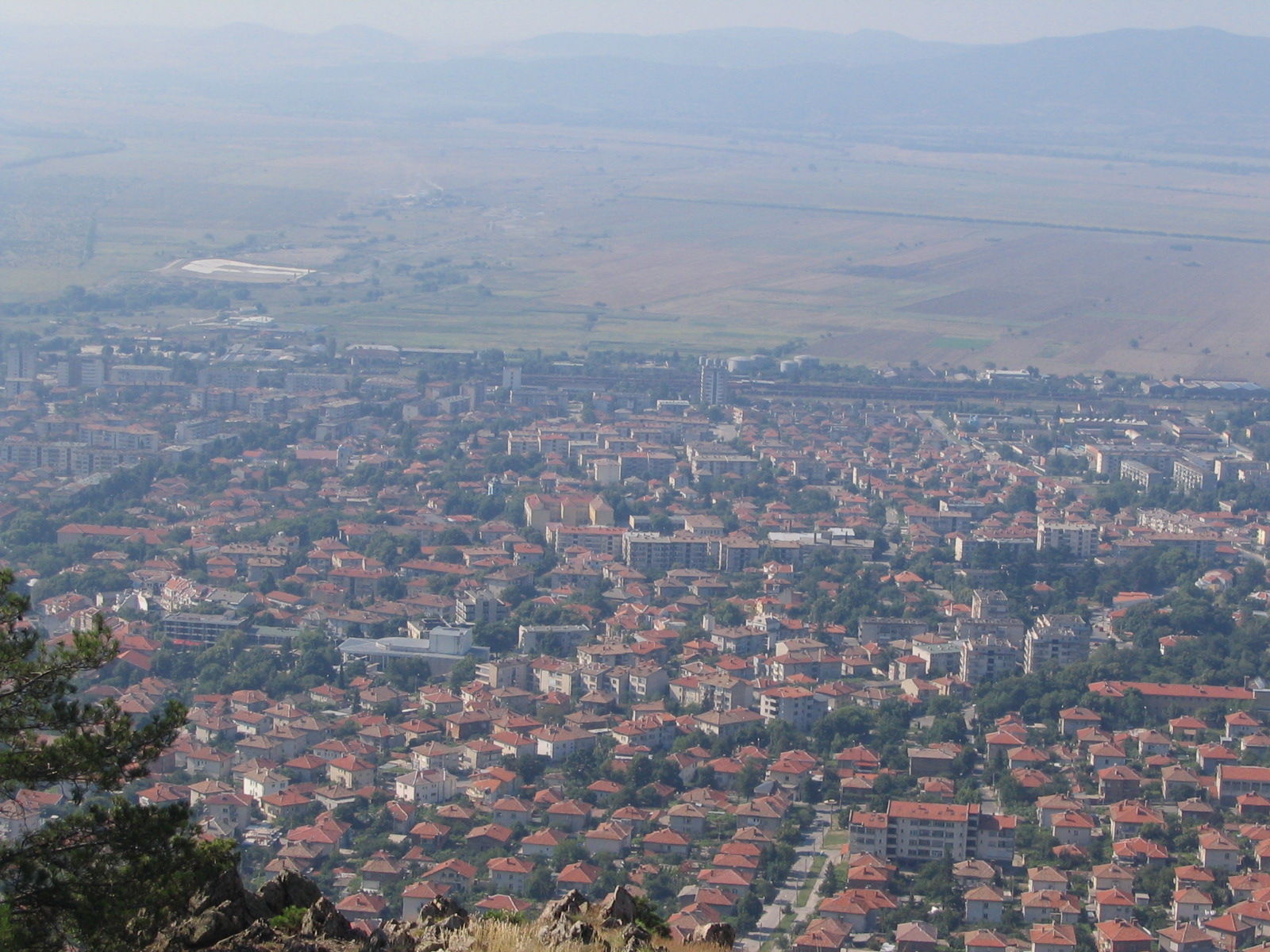
バルカン山脈から見下ろしたカルロヴォの町

カルロヴォ（Karlovo (ブルガリア語: Карлово [ˈkarɫovo])）は、ブルガリア中部の町、およびそれを中心とした基礎自治体であり、プロヴディフ州に属する。バルカン山脈の南のストリャマ川（Stryama）沿いの肥沃な渓谷の中にある。2009年6月の推計で自治体の人口は5万6501人、その中核を成す町の人口は2万5995人である。
カルロヴォはバラの谷と呼ばれる渓谷にあり、世界的なローズオイルの産地である。この地で育てられたバラから取れるオイルは、香水に使用される。加えて、カルロヴォはヴァシル・レフスキの生誕の地である。レフスキは19世紀後半にブルガリアのオスマン帝国からの解放を目指して戦った革命家である。町にはレフスキに関する博物館と記念碑が建てられている。

## 歴史
カルロヴォの起こりは中世の要塞コスピス（Kopsis）であった。第二次ブルガリア帝国の皇帝スミレツが13世紀から14世紀にかけて所有しており、皇帝の兄弟である専制公ヴォイシルが独立した領主として君臨した短い間、その首都であったと考えられる。現代のカルロヴォにつながる町は1483年にスシツァ村（Сушица / Sushitsa、現在もカルロヴォの街区の一つとしてその名を留めている）の場所に築かれ、19世紀にはブルガリアの文化と革命運動の拠点として重要度を増した。1953年から1965年まで、町はレフスキグラト（Левскиград / Levskigrad）と呼ばれた。
2000年代には、ブルガリアの考古学者たちによって、「トラキア人の王たちの渓谷」と称される一連の発見があった。2005年8月19日には、カルロヴォ近くでトラキア人の最古の首都が見つかったと発表された。この場所からは磨き上げられた陶器類（屋根瓦やギリシャ風のつぼなど）が見つかっている。ブルガリア文化省は発掘作業への支援を表明した。

## 地理
カルロヴォは北緯42度38分 東経24度48分 / 北緯42.633度 東経24.800度、海抜386メートルのところにある。バラの谷と呼ばれる大規模なバラの産地の一角をなしている。町を訪れると、目の前に雄大なバルカン山脈が覆いかぶさるように見える。この山脈の最高峰は2376メートルのボテフ峰（Botev）であり、カルロヴォのすぐ近くにある。町はブルガリアの首都ソフィアから140キロメートル、ブルガリア第2の都市でプロヴディフ州の州都であるプロヴディフから60キロメートルのところにある。

## 気候
町の気候は大陸性であり、バルカン山脈から吹き降ろす風により夏は穏やかで涼しく、冬は降雪が多い。1月の平均気温は摂氏0.1度（記録上の最低気温は-25.8度）、7月の平均気温は22.9度（記録上の最高気温は39.6度）である。
年間平均降水量は694ミリメートルであり、夏には降雨量が多く（221ミリメートル）、冬には少ない（169ミリメートル）。

## インフラストラクチャーと交通
カルロヴォはE78幹線道路の経路上にあり、道路は首都のソフィアから黒海までを結んでいある。また、ソフィアから黒海の港町ブルガスまでを結ぶ鉄道路線の要所である。プロヴディフに向けては頻繁に列車が行き来している。
カルロヴォ自治体の域内での道路の総延長は301.4キロメートルであり、ソフィアからブルガスやイスタンブールへと続くトラキア高速道路までは50キロメートルある。ブカレストへと続く国際道路へも50キロメートルある。

## 町村
カルロヴォ基礎自治体（Община Карлово）にはその中心であるカルロヴォをはじめとする、以下の町村（集落）が存在している。
| - Баня - Бегунци - Богдан - Васил Левски - Ведраре - Войнягово - Горни Домлян - Домлян - Дъбене - Иганово - Калофер - Каравелово - Карлово - Климент | - Клисура - Куртово - Кърнаре - Марино поле - Московец - Мраченик - Певците - Пролом\| - Розино - Слатина - Соколица - Столетово - Христо Даново |

## 著名な出身者

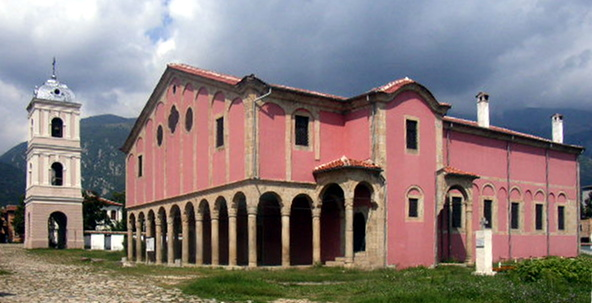
聖ニコライ聖堂

- ボテョ・ペトコフ（1815年 - 1969年）: フリスト・ボテフの父、教師
- エヴロギ・ゲオルギエフ（1819年 - 1897年）: 商人、銀行家、企業家
- イヴァン・ボボロフ（1820年 - 1892年）: 百科事典編纂者
- ヴァシル・レフスキ（1837年 - 1873年）: 革命家、ブルガリアの民族的英雄
- フリスト・プロダノフ（1943年 - 1984年）: ブルガリア人で初のエベレスト登頂者

## 主な催し
- バラの日（6月上旬）
- ヴァシル・レフスキ逝去記念日

## 命名
南極大陸、サウス・シェトランド諸島・リヴィングストン島のカルロヴォ峰はカルロヴォにちなんで名づけられている。

## ギャラリー

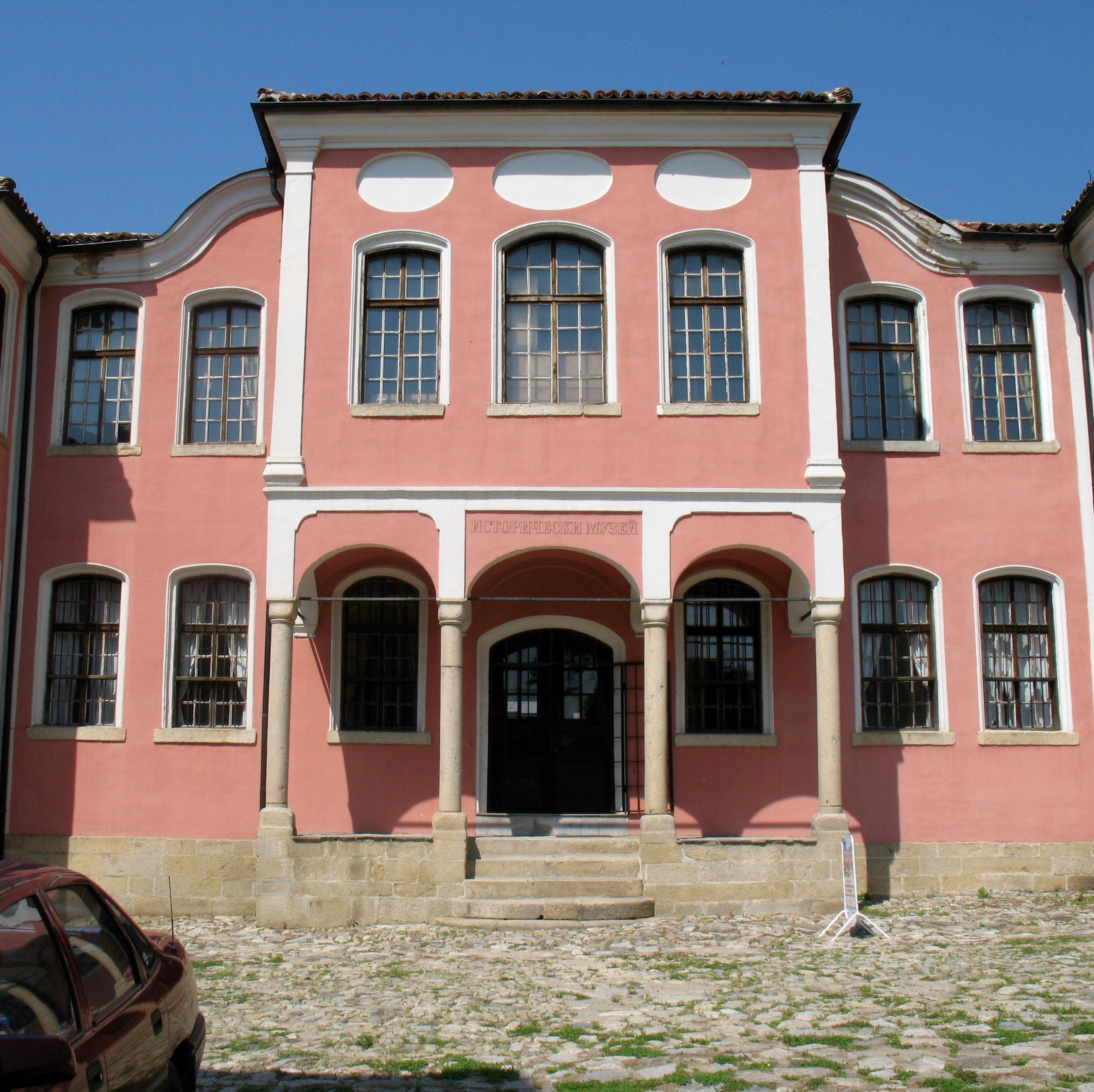
歴史博物館
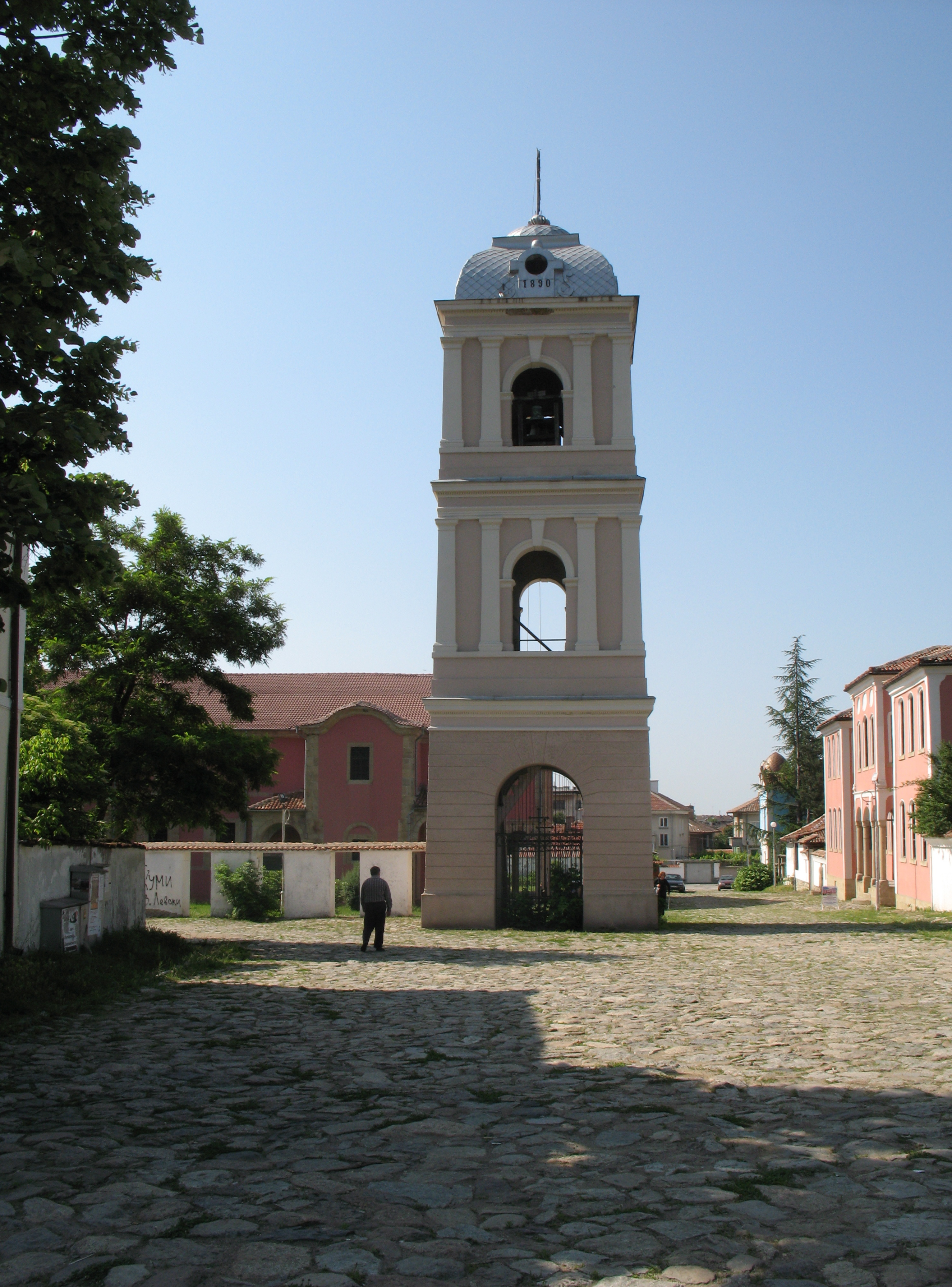
聖ニコライ聖堂の鐘楼
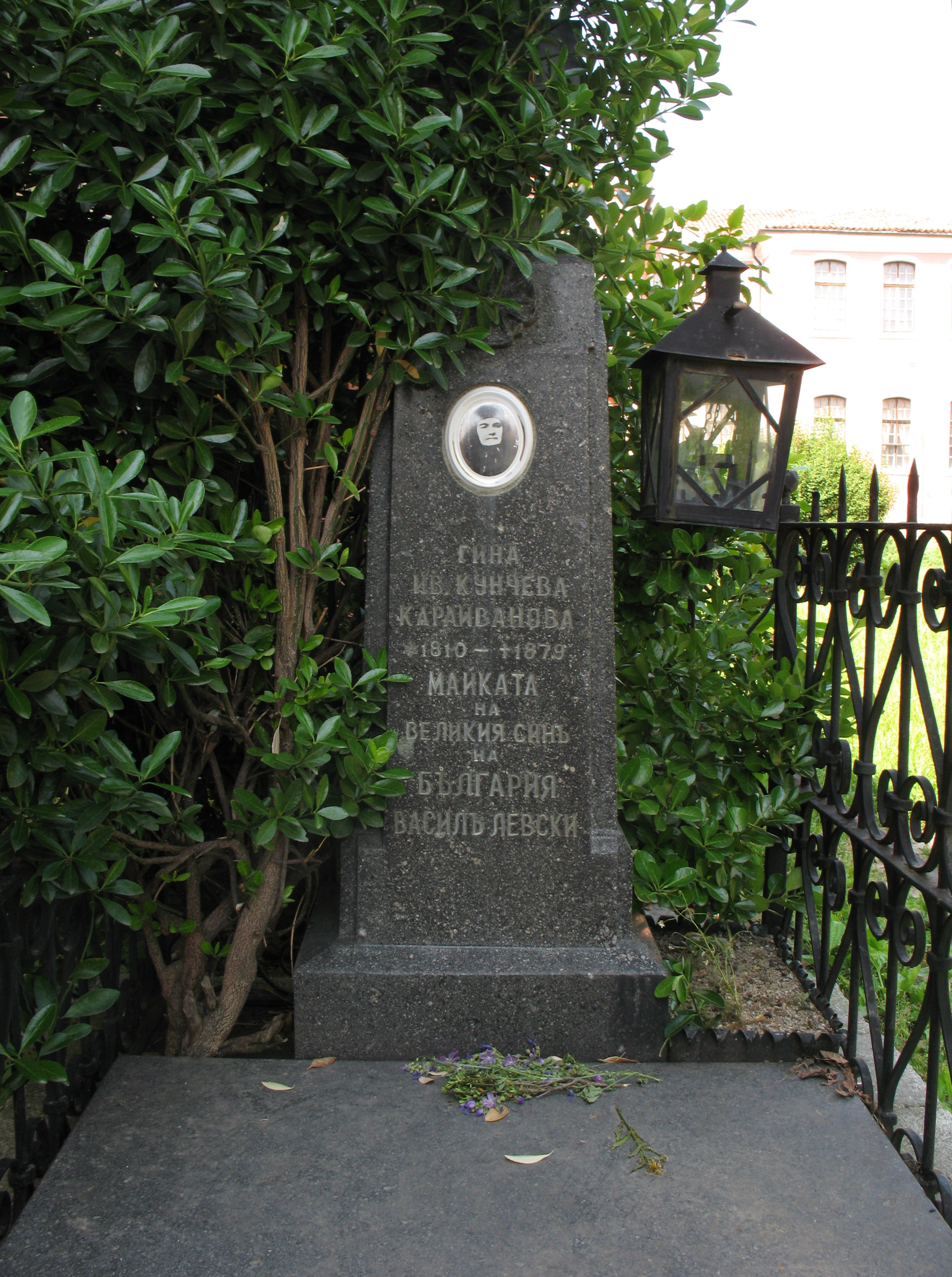
ヴァシル・レフスキの母の墓
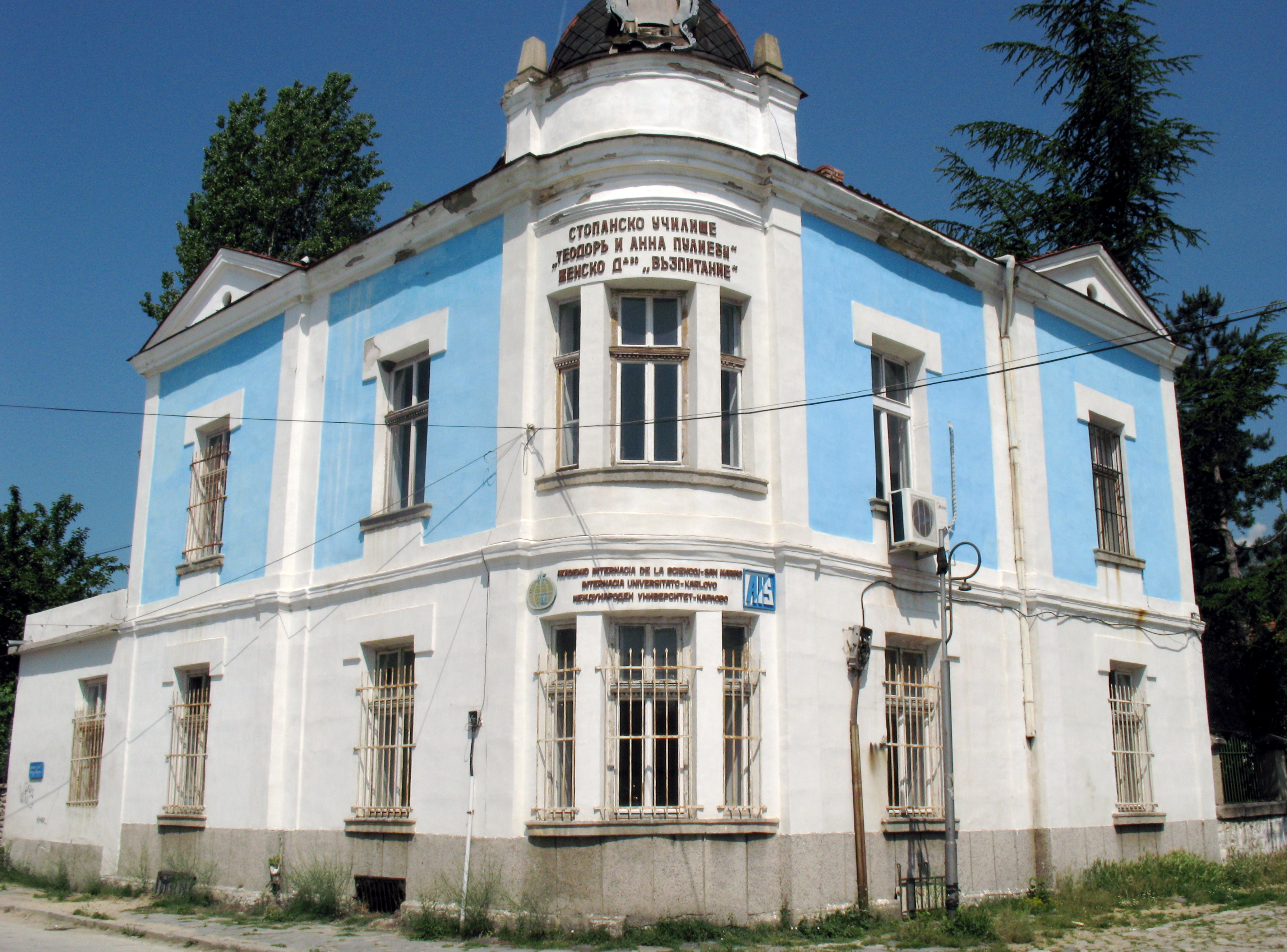
テオドル&アンナ・プリエヴィ経済学校
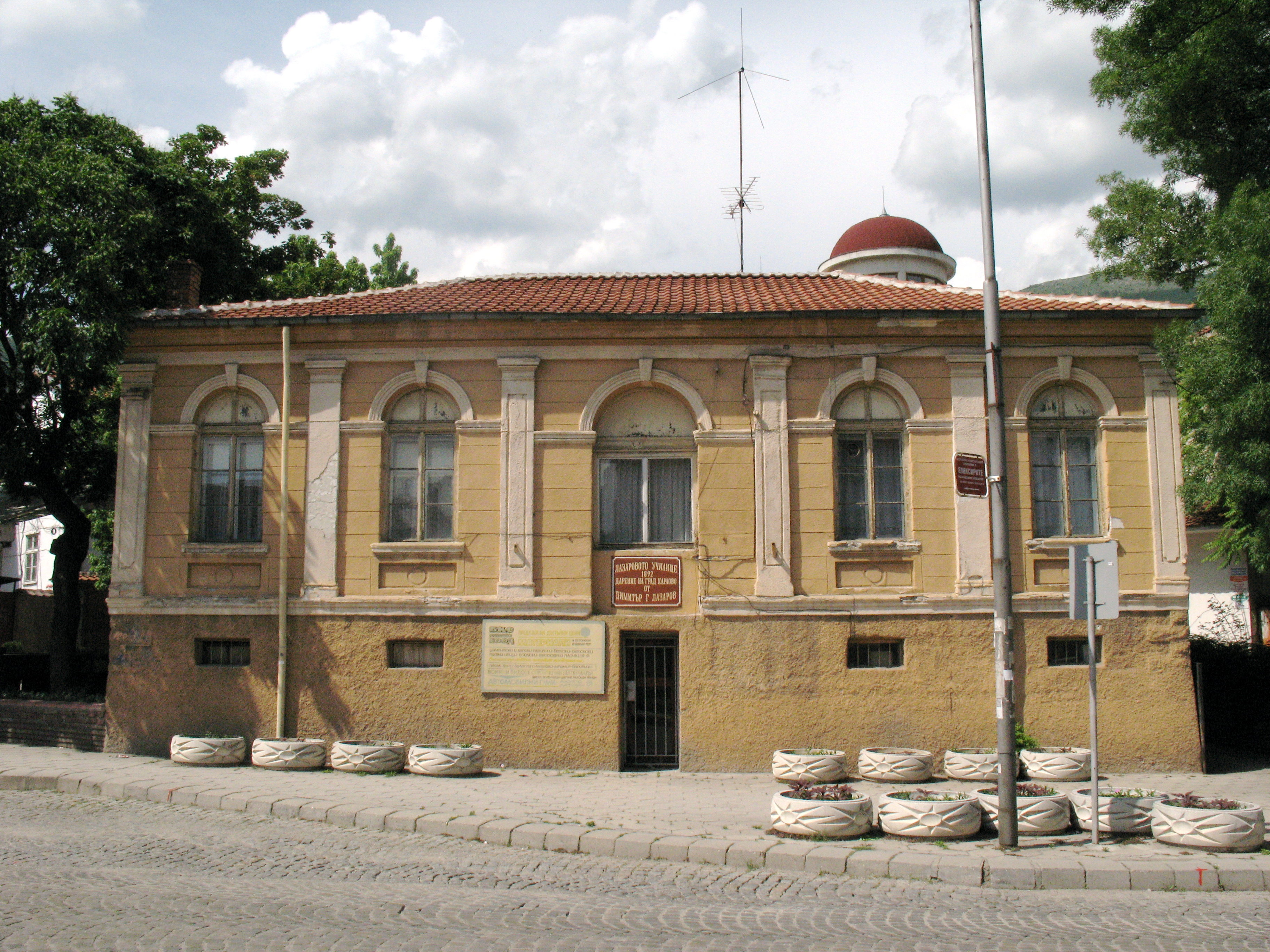
ラザロフ学校、1892年
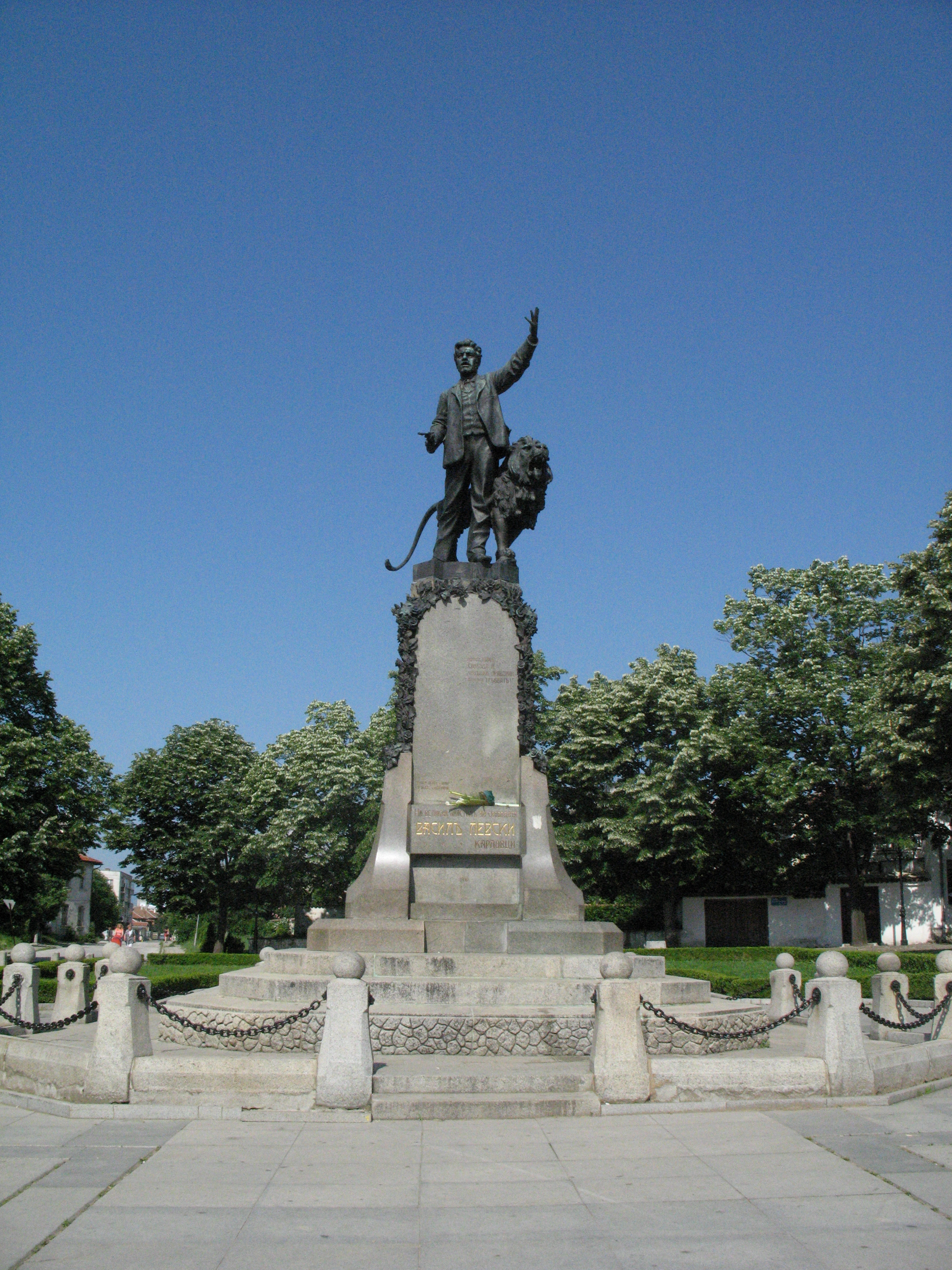
ヴァシル・レフスキの記念碑
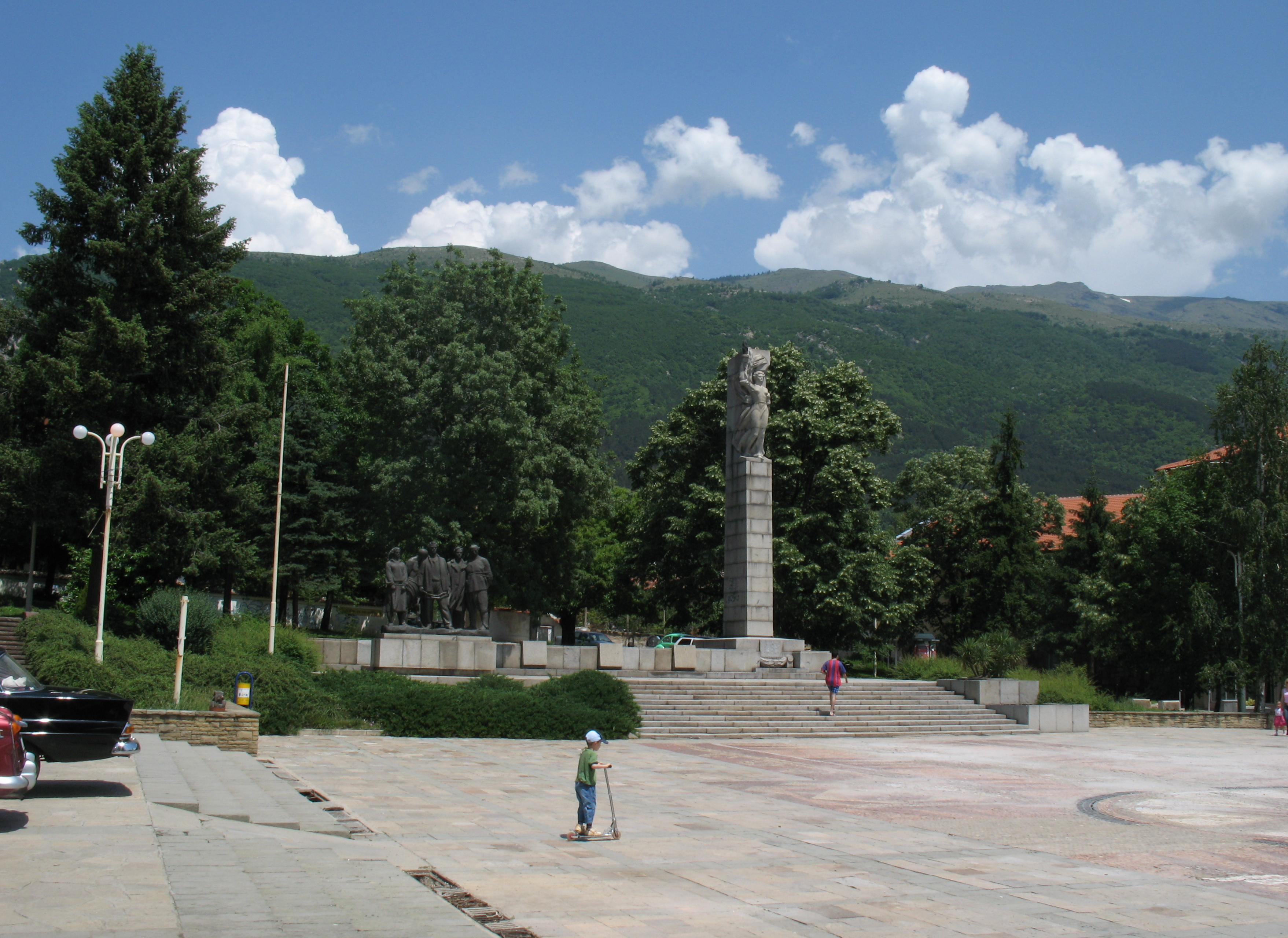
6月20日広場